# 2022年吕宋地震
2022年吕宋地震是指2022年7月27日发生于菲律宾吕宋岛的强烈地震。该次地震震中位于菲律宾吕宋岛（北纬17.552度，东经120.796度），震级为MW 7.0 ，震源深度约为46.0千米，最大烈度为VIII（8）度。地震共造成11人死亡和616人受傷。被列為世界文化遺產的美岸古城區受到重創。
本次地震已被美国地质调查局列入2022年显著地震列表。

## 地质构造
美国地质调查局认为，菲律賓北部和呂宋島周边地区的地质構造很複雜。例如，呂宋島的東部和西部都以俯衝帶為界。而在呂宋島南部，俯衝帶沿着菲律宾海沟分布于吕宋岛东侧。向西移动的菲律賓海板塊就在此处俯冲于巽他板塊下方。而与之相比，在发生本次地震的震中地区，即呂宋島北部，俯衝帶的位置和方向都有着不同的特性。在该地区分布着另一條海溝（馬尼拉海溝），其主要位於呂宋島西侧，是巽他板塊向東俯衝到菲律賓海板塊之下的地方。
大地震中斷層機制的多樣性證明了呂宋島及其周圍板塊構造的複雜性。自1970年以來，該地區發生的规模达到7級的地震顯示出了逆断层、正断层和走滑斷層的机制。這些活躍的板塊邊界導致地震活動活跃。自1970年以來，在本次地震震中距250公里範圍內還發生了11次6.5級或更大的地震。其中，最大的地震是1990年7月發生的7.7級地震。其震中位於2022年吕宋地震震中以南約215公里處，造成至少1600人死亡，超過3000人受傷。然而，根据菲律宾火山暨地震研究所的记录，自1589年以来，仅有至少40次有记载的地震发生在阿布拉省和北伊罗戈省等相关地区。其中，最大规模的地震仅为6.2级，且未造成人员伤亡。

## 参数测定
菲律宾火山暨地震研究所最初测定，该次地震的震级为Ms 7.3级。随后，该机构修订了相关参数，认为该次地震震中位于菲律宾阿布拉省塔尤姆镇（北纬17.63度，东经120.63度），震级为MW 7.0，震源深度约为15千米。虽然该机构最初认为该次地震的最大烈度可能只有VII（7）度，但该机构认为一些偏远地区的烈度可能会达到VIII（8）度。
美国地质调查局测定的参数与菲律宾方面大致相同。该机构认为，该次地震震中位于菲律宾班提以东北东约13千米处（北纬17.552度，东经120.796度），震级为MW 7.0，震源深度约为46.0（±1.9）千米，最大烈度为VIII（8）度。根据震源机制解，该机构认为此次地震为逆倾向滑动断层断裂的结果。具体而言，该次地震属于一次具有向北或西南走向成分的逆断层。该结果与当地的板块构造情况吻合。此外，该机构还发布了未被采用的体波震级和面波震级的数值，分别为mb 6.4级和Ms 6.8级。
虽然美国地质调查局通过模型推算出的最大修订麦加利地震烈度为VIII（8）度，但根据600余份在线互联网震感调查的结果，该次地震的最大烈度可能达到了IX（9）度。
中国地震台网测定的数据与上述2个机构基本相同。该机构认为，该次地震震中位于菲律宾（北纬17.70度，东经120.55度），震级为MW 7.0级，震源深度约为10千米。

## 各界反应
位于吕宋岛的菲律宾国家警察的指挥官们被要求与地区风险减少和管理办公室合作，以最大限度地开展救援行动。此外，陆军和海岸警卫队也被派往受灾地区进行救灾工作。
在伊罗戈区，社会福利和发展部称将准备好为受地震影响的人提供服务。超过17410个家庭食品包和9291个非食用物品已准备就绪，并储存在仓库里，随时可以分发。另有270万菲律宾比索现金用于应急响应。时任阿布拉省总督多米尼克·瓦莱拉宣布阿布拉省全域处于灾难状态。该省官员授权利用58%的灾难储备基金进行救灾工作。
时任菲律宾总统小费迪南德·马科斯在震后举行了一场新闻发布会，并前往了受灾严重的阿布拉省进行视察。他被期望着与国家和地方政府机构协调，以便开展救援工作。然而，为了让地方政府能够在不干扰地方官员工作的情况下执行程序，在震后的一段时间内他并没有采取该行动。此外，他还呼吁电信公司为传输塔倒塌的地区提供免费通信服务。
菲律宾众议院称将从国家预算中拨出资金来修复受损建筑，包括受影响的文化遗产和文化建筑。

### 国际援助

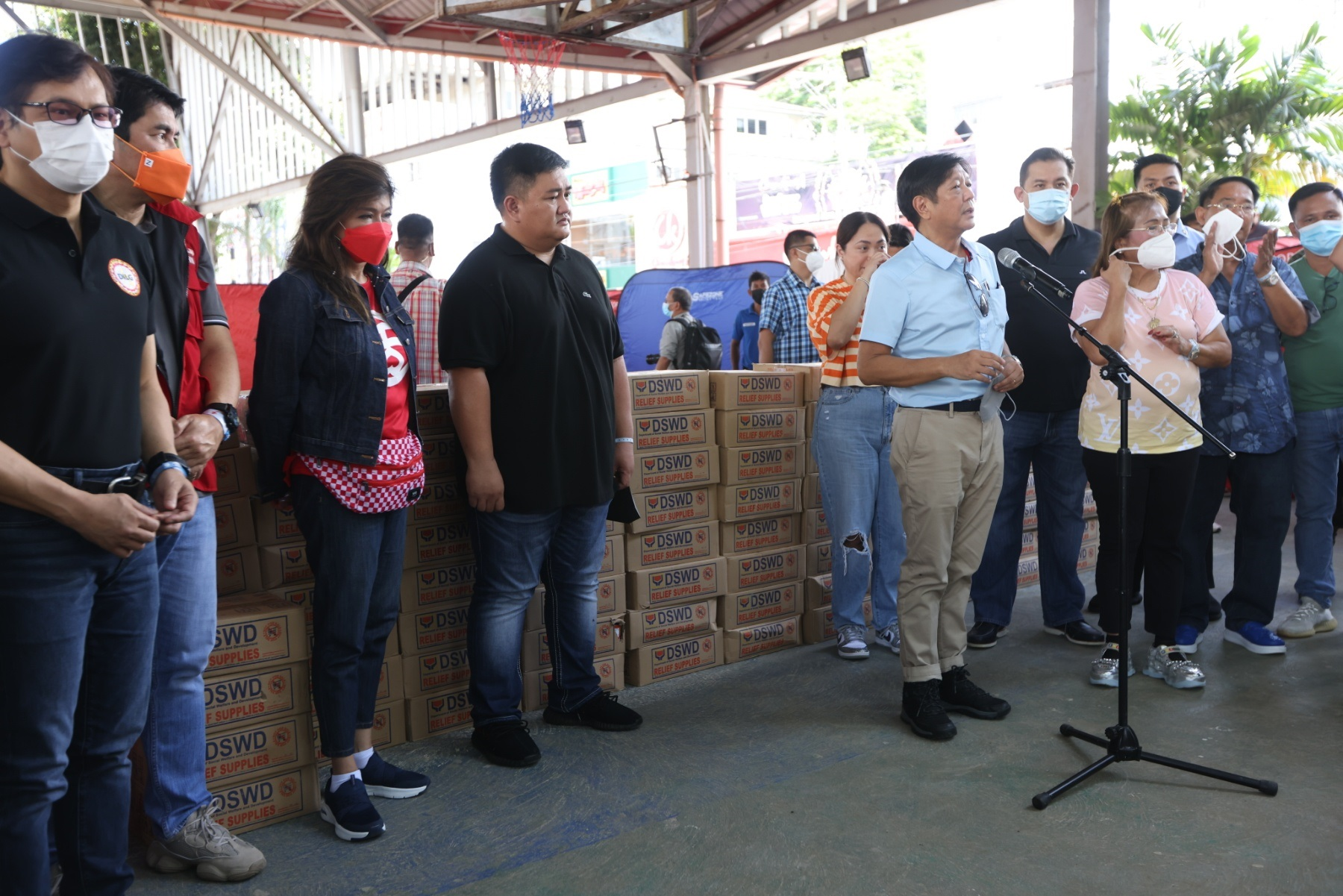
时任总统小费迪南德·马科斯视察灾区救灾行动的展开和援助物资的分发

联合国儿童基金会于地震发生当天称紧急物资已准备就绪，以支持当地政府的救灾工作，并协助受影响的儿童和家庭。
时任中華人民共和国驻菲律宾大使黄溪连在地震发生当天称，中国将随时准备为灾区提供帮助。地震发生第3天，即2022年7月29日，中華人民共和国政府向菲律宾提供了价值1000万菲律宾比索的紧急物资。
在地震发生当天，中華民國内政部消防署称，已准备好在受到请求帮助的情况下前往灾区执行救援任务。2022年8月10日，台湾通过駐菲律賓臺北經濟文化辦事處初步提供了20万美元的资金。
欧洲联盟于2022年8月4日向菲律宾捐款了800000欧元，以帮助地震受灾者。此外，为了帮助评估震害损失情况，欧洲联盟还提供了一颗哥白尼卫星的服务。
此外，韩国和美国、日本等国也为灾区提供了援助。其中，韩国政府提供了20万美元用于人道主义援助。美国透过国际移民组织向灾区提供了3000块防水布。

## 震害情况

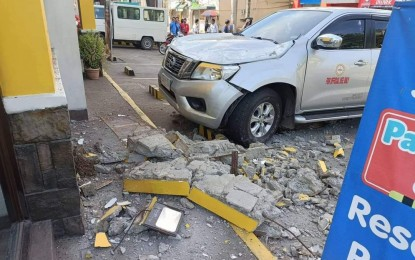
一辆被坠落的碎片损坏的车辆

### 人员伤亡
2022年吕宋地震共造成11人死亡和至少616人受伤。其中，遇难人数数据与美国地质调查局根据地震参数、地质构造、附近城镇人口等数据推算出的死亡人数相吻合。该机构认为，因该次地震遇难的人数达到10人至100人的概率最大，为39%。此外，超过513330人受到了影响，其中57022人被转移至安全地带。

### 次生灾害
菲律宾火山暨地震研究所强调，由于该次地震发生在内陆，该次地震没有引发海啸的可能性。然而，该机构同时强调，沿岸地区和封闭的水体可能会因为地震的振荡而出现假潮。

### 建筑与基础设施
共有35798座房屋受到地震影响。其中，共有686座房屋完全毁坏。此外，共有177个医疗基础设施毁坏。教育设施方面，共有超过8000所学校受到了影响。其中，中央吕宋的11所学校、卡加延河谷的9所学校、科迪勒拉行政区的8所学校和伊罗戈区的7所学校完全毁坏。
菲律宾国家电网公司称，马尼拉地区的供电服务未受到影响。然而，部分地区可能出现了负载跳闸的情况。

### 经济损失评估
经济损失方面，美国地质调查局认为该次地震造成1000万至1亿美元损失的概率最大，为39%。
菲律宾农业部和菲律宾国家灌溉管理局评估认为，该次地震为菲律宾农业带来了5639.6万菲律宾比索的经济损失。其中，后者认为该次地震对菲律宾国内灌溉系统造成的损失约合2270万菲律宾比索。加上与受损建筑等值的18.06亿菲律宾比索，该次地震的经济损失被评估为18.8亿菲律宾比索左右，约合3400万美元，与美国地质调查局预测的数字相符。